# Sion Segre Amar
Sion Segre Amar (Turin, 19 mai 1910 - ibidem, 4 septembre 2003) est un écrivain italien juif qui survit à l'holocauste en s'échappant en Palestine mandataire en 1939.
Il étudie au Lycée classique Massimo d'Azeglio et puis les sciences naturelles à la faculté. Pendant la période fasciste, il est membre du parti politique Giustizia e Libertà et est emprisonné à Rome.

## Œuvres
- Amico mio e non della ventura, 1990
- Il logogrifo,1990
- Il mio ghetto, 1996